# Gabriel Amengual Coll
Gabriel Amengual Coll (Santa Eugenia, Baleares, 25 de enero del 1946) es un religioso español, canónigo de la catedral de Palma de Mallorca y catedrático de Historia de la Filosofía en la Universidad de las Islas Baleares. Sus investigaciones se centran principalmente en los campos de la antropología filosófica, filosofía de la religión, filosofía de la historia, y filosofía moderna y filosofía contemporánea. Destaca muy especialmente por sus estudios sobre la obra del pensador alemán Hegel.

## Biografía
Se ordenó sacerdote en 1966 habiéndose formado en Roma, Barcelona y Münster, alcanzando el título de doctor tanto en Filosofía como en Teología. Es profesor en el Centro de Estudios Teológicos de Mallorca y es, desde 1977, profesor en la Universidad de las Islas Baleares. En el 1982 fundó con el departamento de Filosofía y Letras de la UIB la revista universitaria Taula: Quaderns de Pensament. En el año 1985 estuvo tres meses en el Deutscher Akademischer Austauschdienst, en Bochum, donde, según sus propias palabras, empezó a gestarse el compendio de estudios que editó: Estudios sobre la Filosofía del Derecho de Hegel. Poco después, en el 1987 empezó como director de la Escuela universitaria de Trabajo Social de Mallorca, trabajo que mantuvo hasta el 1998. En el 2000 pudo tomarse un año sabático que le permitió terminar La Moral como Derecho pues fue acogido en la Westfälische Wilhelms-Universität de Münster, donde trabó amistad con Ludwig Siep, a quién ha traducido al castellano no pocas veces. Actualmente es ya profesor emérito de la UIB.

## Obra
- Modernidad y crisis del sujeto (1998)
- Estudios sobre la Filosofía del Derecho de Hegel (1989)
- La Moral como Derecho (2001)
- La religió en temps de nihilisme (2003)
- Presencia elusiva' (2005)
- La religión en tiempos de nihilismo (2005)
- Salvar l'experiència en el moment de la seva desaparició: l'experiència en el pensament de Walter Benjamin (2006)
- Antropología filosófica (2007)
- Ruptura de la tradición: estudios sobre Walter Benjamin y Martin Heidegger ([2008])
- Deseo, memoria y experiencia: itinerarios del hombre a Dios (2011)
- Guia comares de Hegel (2015)